# MFK Vyškov
MFK Vyškov is een Tsjechische voetbalclub uit de Moravische stad Vyškov. De club is in 1921 opgericht als SK Vyškov en speelt sinds het seizoen 2021/22 in de Fortuna národní liga. Het eigen stadion, Stadion Za Parkem, voldoet niet aan de eisen voor voetbal op dit niveau en dus speelt MFK Vyškov haar thuiswedstrijden in het drie kilometer verder weg geleven Sportovní areál Drnovice.

## Naamsveranderingen
- 1921 – SK Vyškov (Sportovní klub Vyškov)
- 1939 – HSK Vyškov (Hanácký sportovní klub Vyškov)
- 1949 – JTO Sokol Vyškov (Jednotná tělovýchovná organisace Sokol Vyškov)
- 1953 – DSO Slavoj Vyškov (Dobrovolná sportovní organisace Slavoj Vyškov)
- 1966 – TJ Vyškov (Tělovýchovná jednota Vyškov)
- 1993 – SK Rostex Vyškov (Sportovní klub Rostex Vyškov)
- 2012 – MFK Vyškov (Městský fotbalový klub Vyškov)